# Sankt Urban (Pfaffnau)
Sankt Urban (toponimo tedesco) è una frazione del comune svizzero di Pfaffnau, nel distretto di Willisau (Canton Lucerna), coincidente con l'ex abbazia di Sankt Urban.

## Storia
Già comune autonomo istituito nel 1798, nel 1814 è stato accorpato a quello di Pfaffnau.

## Monumenti e luoghi d'interesse

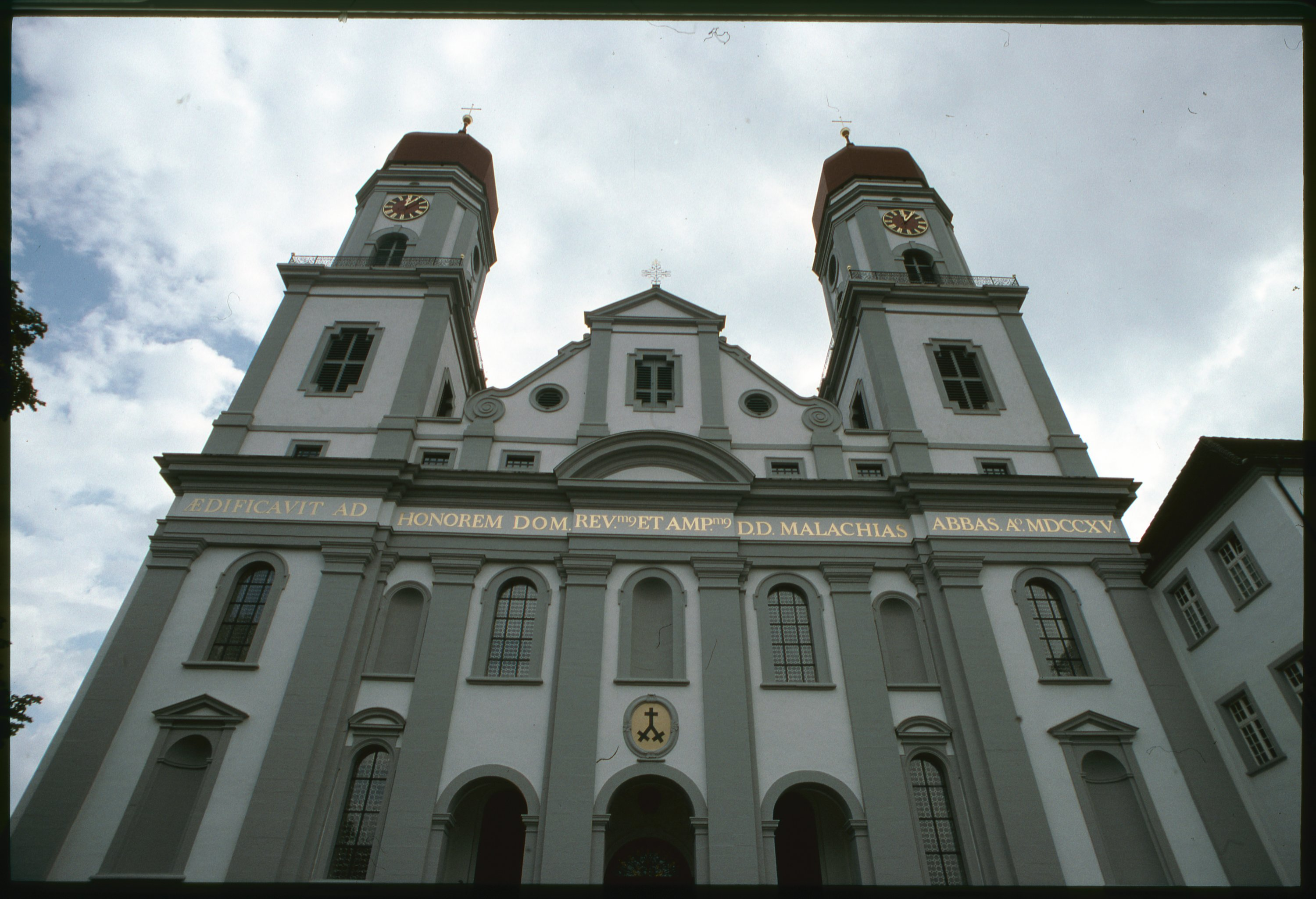
La facciata della chiesa dell'abbazia di Sankt Urban

- Ex abbazia di Sankt Urban, fondata nel 1194, ricostruita nel 1513, ampliata nel 1690, ricostruita nel 1711 in stile barocco da Franz Beer e soppressa nel 1848[1].

## Infrastrutture e trasporti
Sankt Urban è servito dalle stazioni di Sankt Urban e di Sankt Urban Ziegelei sulla ferrovia Langenthal-Melchnau.